# O Doútse afiyeítai
Pour plus de détails, voir Fiche technique et Distribution.
O Doútse afiyeítai (en grec moderne Ο Ντούτσε αφηγείται, Le Duce raconte) est un court métrage d'animation grec réalisé par Stamatis Polenakis entre 1942 et 1945. C'est l'un des tout premiers films d'animation grecs connus. Il s'agit d'un dessin animé en papier découpé, dont l'histoire est une parodie anti-fasciste ridiculisant Benito Mussolini.

## Synopsis
Dans son palais en Italie, Benito Mussolini est debout à côté d'un bureau auquel est assis l'Histoire italienne personnifiée. Mussolini lui dicte le récit des hauts-faits glorieux de l'armée fasciste au cours de la guerre italo-grecque. Tandis qu'il dicte, les images montrent les événements réels, qui contredisent complètement ce qu'il raconte : l'armée italienne est systématiquement vaincue et ridiculisée.
À la fin du film, l'Histoire emmène le Duce au bord d'une falaise et le pousse à la mer avec un pierre au cou : Mussolini coule et finit empalé sur le mât de l'épave du croiseur Elli, coulé par surprise par les Italiens deux mois avant la déclaration de guerre.

## Fiche technique
- Titre : O Doútse afiyeítai
- Titre original : Ο Ντούτσε αφηγείται
- Réalisation : Stamatis Polenakis
- Technique d'animation : papier découpé
- Pays :  Grèce
- Langue : grec moderne
- Format : noir et blanc
- Son : oui
- Durée : 7 minutes
- Date de sortie : 1945 (achèvement du film)

## Production
Stamatis Polenakis conçoit les dessins du film dans l'île de Sifnos en 1942, en pleine Seconde Guerre mondiale, pendant l'occupation de la Grèce par les forces de l'Axe ; il anime le film en 1945, en collaboration avec Prodromos Meravidis et Panagiotis Papadoukas,.
Le film est oublié rapidement après sa sortie et n'est redécouvert qu'en 1980.

## Édition en vidéo
Le court métrage est édité en DVD, regroupé avec d'autres courts métrages d'animation grecs, sur le DVD Greek Animation 1945-2007, produit par le Centre de l'animation européenne (European Animation Center) pour le compte de l'Institut grec de l'audiovisuel (Hellenic Audiovisual Institute).